# زيزفورة رادية
زيزفورة رادية (الاسم العلمي:Ziziphora raddei) هي نوع من النباتات يتبع جنس الزيزفورة من الفصيلة الشفوية.